# Антибібліотека

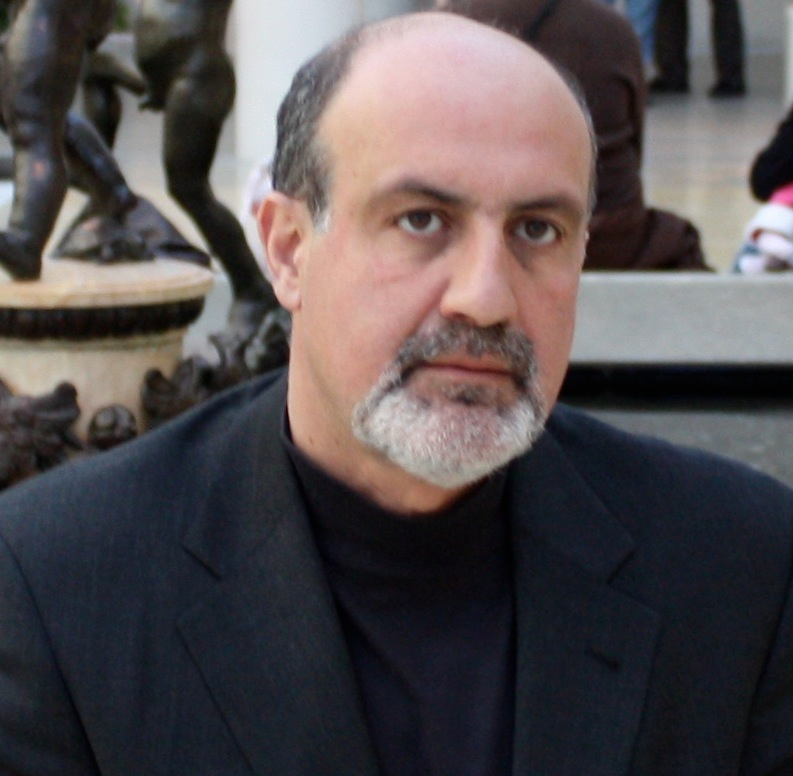
Нассім Ніколас Талеб ввів термін антибібліотека

Антибібліотека — це колекція книг, які належать людині, але ще не були прочитані. Термін був введений Нассімом Ніколасом Талебом. Концепцію антибібліотеки часто порівнюють з японським поняттям «цундоку».  

## Етимологія
Термін «антибібліотека» був придуманий Нассімом Ніколасом Талебом у його книзі «Чорний лебідь: під знаком непередбачуваності». Він використав цей термін для опису книг, якими володіють, але не читають. Талеб стверджував, що такі колекції роблять людей більш смиренними та цікавими. Основою для цієї концепції стали книги, які зберігав Умберто Еко, — Еко використовував термін «антибібліотека», описуючи бібліотеку, згадану Джонатаном Свіфтом у «Мандрах Гуллівера». Еко поділяв відвідувачів на дві категорії: тих, хто хвалить розмір його бібліотеки, і тих, хто розуміє, що бібліотека — це інструмент для досліджень. Книги, які були прочитані, Талеб вважав «набагато менш цінними, ніж непрочитані», стверджуючи, що «чим більше ви знаєте, тим більше стає полиць із непрочитаними книгами. Назвемо цю колекцію непрочитаних книг антибібліотекою». Талеб також називав людей, які цікавляться антибібліотеками, «антинауковцями».

## Аналіз
У осінньому номері журналу HAU: Journal of Ethnographic Theory за 2015 рік було зазначено, що «науковець, який усвідомлює силу своєї антибібліотеки, не прагне розглядати знання як власність, якою потрібно володіти або споживати; радше він визнає, скільки він ще не знає і як знайти потрібну інформацію у потрібний час». Редактор журналу Джованні да Кол додав, що зниження вартості відкритих публікацій «створює більше можливостей для створення відкритої антибібліотеки».  
У 2018 році в The New York Times Кевін Мімс порівняв концепцію антибібліотеки Талеба з японським терміном «цундоку», який також позначає книги, куплені, але ще не прочитані. Мімс зазначив, що «люди на зразок Талеба […] і ті, хто придумав слово цундоку, схоже, визнають лише дві категорії книг: прочитані та непрочитані», вказуючи на те, що багато довідників не призначені для прочитання від початку до кінця. Він також зазначив, що володіє безліччю біографій, які не прочитав повністю. У статті Big Think Кевін Дікінсон зазначив, що цінність антибібліотеки полягає в тому, що вона «ставить під сумнів нашу самооцінку, постійно нагадуючи про те, скільки ми не знаємо», що сприяє інтелектуальній скромності.  